# عميد أباد (صائين قلعة)
عمید أباد (بالفارسية: عمیدآباد) هي منطقة سكنية تقع في إيران في قسم صائين قلعة الریفي. يقدر عدد سكانها بـ 2,482 نسمة .